# Scott Donie
Scott Donie, född den 10 oktober 1968 i Vicenza i Italien, är en amerikansk simhoppare.
Han tog OS-silver i höga hopp i samband med de olympiska simhoppstävlingarna 1992 i Barcelona.